# Pedosferă
Pedosfera (din greacă πέδον [pedon] sol, pământ + σφαίρα [sfaíra] sferă) este învelișul discontinuu de la suprafața scoarței terestre, alcătuit din totalitatea solurilor, adică stratul solidificat de la suprafața Pământului, supus procesului de pedogeneză, care servește ca izvor de hrană pentru plante.
Pedosfera este o geosferă aflată la contactul a patru geosfere (litosferă, atmosferă, hidrosferă și biosferă), în care are loc fenomenul de formare a solului, ca un lanț lung de procese biologice și geochimice care se întrepătrund și se îmbină între ele, dând naștere unui complex și continuu proces biogeochimic.
Pedosfera s-a format prin alterarea și transformarea rocii parentale, ca urmare a proceselor complexe care au loc la suprafața scoarței terestre între organismele vii (floră, faună), rocă, aer, apă, în condiții de climă și de relief diferite. Partea minerală a pedosferei, alcătuită din compuși mineralogici și petrografici în diferite stadii de alterare, constituie una din componentele de bază implicate în egală măsură alături de ceilalți factori ai mediului, în formarea, distribuția și evoluția sub aspect calitativ a învelișului de sol.
Pedosfera, sau solul, reprezintă partea superioară a litosferei. Are o grosime medie de cca. 5 m (dar poate varia de la câțiva centimetri în zona munților și dealurilor abrupte, până la câțiva metri în zona pădurilor ecuatorialelor și savanelor) și se prezintă ca un strat afânat, care conține în proporții diferite elemente minerale, elemente organice, organisme vii. Flora și fauna din sol (pedofauna), care contribuie la desfășurarea proceselor pedogenetice, este concentrată în pătura superioară a solului și, după modul de hrănire, este alcătuită din organisme: chimiotrofe, autotrofe, saprofage și zoofage. Datele experimentale arată că pentru formarea unui strat de sol cu o grosime de 3 cm este nevoie de 300-1000 de ani, iar formarea unui strat de sol de 20 cm a durat cca. 2000-7000 ani. În schimb distrugerea solului sub influența eroziunii sau a diverșilor factori nocivi poate avea loc în câțiva ani.
Pe solurile defrișate se intensifică procesele de degradare a materiei organice datorită creșterii intensității activității microorganismelor. Ca urmare a expunerii la lumina solară au loc importante schimbări în pedosferă. Aceste schimbări pot fi în detrimentul descompunerii și recirculării substanțelor nutritive și al activității micorizelor. În consecință, este periclitat procesul de regenerare naturală.
Apărut la începutul secolului XXI, conceptul de „zonă critică” (Critical Zone) definește acea porțiune de la suprafața Pământului care include atmosfera, biosfera, pedosfera și litosfera și care se întinde de la vegetație până la baza acviferului. Pedosfera este acea resursă naturală a Pământului care are rol de principal furnizor de elemente necesare dezvoltării agriculturii. În același timp, solul aflat la interfața dintre litosferă, hidrosferă, atmosferă este parte componentă a circuitului hidrologic influențând schimburile de apă între diverse compartimente ale acestui circuit. Una din specificitățile pedosferei este variabilitatea sa, atât în spațiu cât și în timp. Solul este privit ca mediu dinamic complex, poros, trifazic - faza solidă, lichidă, gazoasă - faze ce prezintă în general heterogenități și care fac dificilă descrierea lui. În general, apa și aerul din sol ocupă aproximativ 50 % din volumul pedosferei, materialul organic provenit din organismele vii și produșii acestora în jur de 5 %, în timp ce circa 45 % sunt ocupate de componenta minerală.